# Obesotoma simplex
Obesotoma simplex är en snäckart som först beskrevs av Middendorff 1849.  Obesotoma simplex ingår i släktet Obesotoma och familjen kägelsnäckor. Inga underarter finns listade i Catalogue of Life.